# Здравствуй, любовь!
«Здравствуй, любовь!» (англ. Salaam-e-Ishq: A Tribute to Love) — индийская мелодрама, снятая на языке хинди и вышедшая в прокат 26 января 2007 года. Форма повествования в фильме навеяна британской кинокартиной «Реальная любовь». Фильм получил негативные отзывы критиков и провалился в прокате.

## Сюжет
Это истории жизни шести пар из разных концов света и разных социальных слоёв, чьи судьбы переплетаются, что помогает им сохранить свою любовь.
История №1
Ведущая теленовостей мусульманка Техзиб (Видья Балан) замужем за индуистом Ашутошем (Джон Абрахам). Его родители были против этого брака из-за религиозных предрассудков и не признали невестку, но это не помешало молодым быть счастливыми.
Но времена меняются…
Однажды во время съёмок репортажа о новом поезде, он сходит с рельсов, и Техзиб, получив тяжёлые травмы, теряет память. Ашутош становится для неё чужим, и ему приходится вновь бороться за её любовь.
История №2
Таксист Раджу (Говинда) вот уже 15 лет с утра садится за руль и едет в международный аэропорт Нью-Дели. Он встаёт в длинную очередь такси и ждёт своих пассажиров. Но он не жалуется, как другие, на длинную очередь и потерянное в ожидании время, потому что ему нравится наблюдать за людьми, выходящими из дверей аэропорта. Раджу холост и никак не встретит свою единственную любовь.
Но времена меняются…
Однажды ОНА появляется, садится в его такси и просит отвезти её в Тадж-Махал. Она иностранка и приехала в Индию, чтобы найти своего бойфренда, который оставил её, чтобы жениться на индийской девушке.
История №3
Преуспевающий лондонский бизнесмен Винай Малхотра (Анил Капур) просыпается каждое утро в своём респектабельном доме, завтракает со своей идеальной женой (Джухи Чавла) и двумя детьми и отправляется в свой офис. В 17:30 он едет домой, где его встречает его идеальная жена и двое детей. Его дни однообразны, и жизнь уже давно не дарила ему счастливых моментов.
Но времена меняются…
Однажды по пути домой в метро он встречает девушку, которая больше не выходит у него из головы. Она из другого мира, более яркого, манящего. Винай начинает разыскивать её, чтобы наконец изменить свою жизнь.
История №4
Камини (Приянка Чопра) — лондонская светская львица, девушка с обложки, та, о которой мечтают мужчины. Её сопровождают скандалы и поклонники, поклонники и скандалы, и в какой-то момент она понимает, что именно это мешает ей осуществить свою мечту — сняться в драматической роли у известного режиссёра. Она не знает, как вырваться из этого заколдованного круга.
Но времена меняются…
Наконец, она решает изменить свой имидж и превратиться из красивой бездушной куклы в любящую, страдающую женщину из плоти и крови. Для создания нового образа она решает устроить пресс-конференцию и объявить, что влюблена и вскоре собирается замуж за своего вымышленного возлюбленного по имени Рахул. С этого момента она меняет свой образ жизни и ждёт предложения серьёзной роли от своего кумира. Но вдруг появляется ОН, некий Рахул (Салман Хан), невесть откуда взявшийся незнакомец, и убеждает всех, что он и есть возлюбленный Камини. Ей ничего не остаётся, как играть свою новую роль дальше. Но кто он, этот Рахул? Откуда он так хорошо знает её? И почему ей так хочется, чтобы эта игра никогда не заканчивалась?
История №5
Шивен (Акшай Кханна), закоренелый холостяк из Нью-Дели, больше всего на свете боится семейной жизни. Но что делать, если девушка, которую он любит, настаивает на браке? Последние дни Шивен живёт, как в страшном сне, с ужасом думая о том, что через десять дней ему придётся навсегда расстаться со своей свободой. Не выдержав таких мучений, он расторгает помолвку и отказывается от своей невесты Джии (Айеша Такия). Теперь ничто не может помешать ему наслаждаться свободой.
Но времена меняются…
Встреча с влюблённой парой, борющейся за свою любовь, заставляет его ещё раз подумать, от чего он отказался. Желая вернуть Джию, он узнаёт, что на следующий день у неё назначена свадьба.
История 6
Рам (Сохейл Хан) и Пулвати (Иша Копикар) — молодожёны, которых постоянно преследуют неудачи. Из-за этого Раму никак не удаётся исполнить свой супружеский долг. В первую брачную ночь он случайно поджигает спальню. Вторую ночь они проводят в общей спальне с многочисленными братьями и сёстрами. Затем, чтобы остаться наконец наедине, выезжают за город, но их автомобиль скатывается с обрыва и падает на только что построенный дом, а они надолго оказываются на больничной койке, где им тоже не удаётся побыть вместе…
Когда же изменятся времена?